# Călărași (gmina w okręgu Kluż)
Călărași – gmina w Rumunii, w okręgu Kluż. Obejmuje miejscowości Bogata, Călărași i Călărași-Gară. W 2011 roku liczyła 2021 mieszkańców.